# Illa de Swains

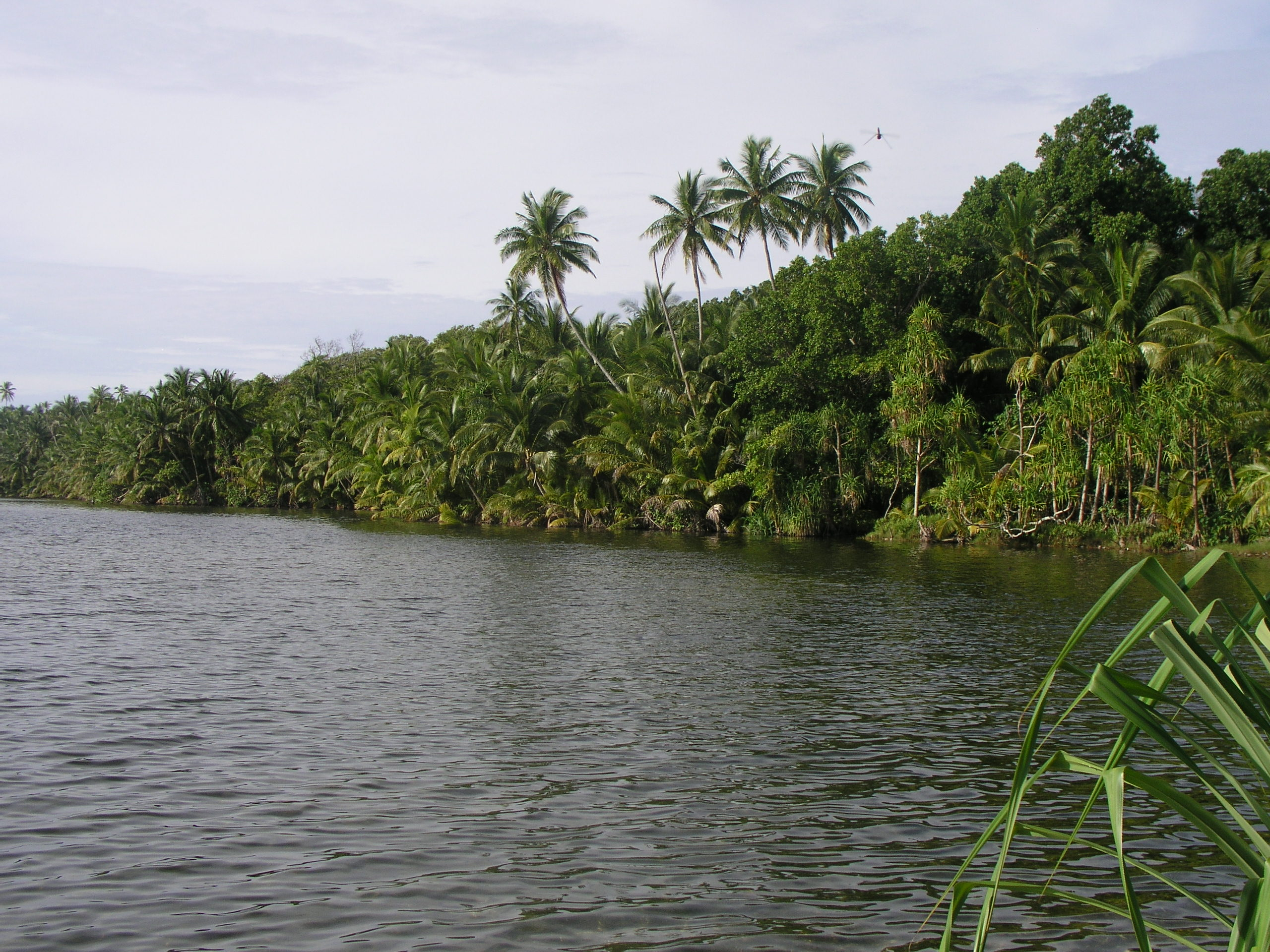
Llacuna interior

L'illa de Swains (Olohega en tokelauà, Swains Island en anglès) és un atol de l'arxipèlag de Tokelau administrat per la Samoa Nord-americana. Encara que geogràficament i cultural pertany a Tokelau, políticament i històrica és un territori dels Estats Units.

## Geografia

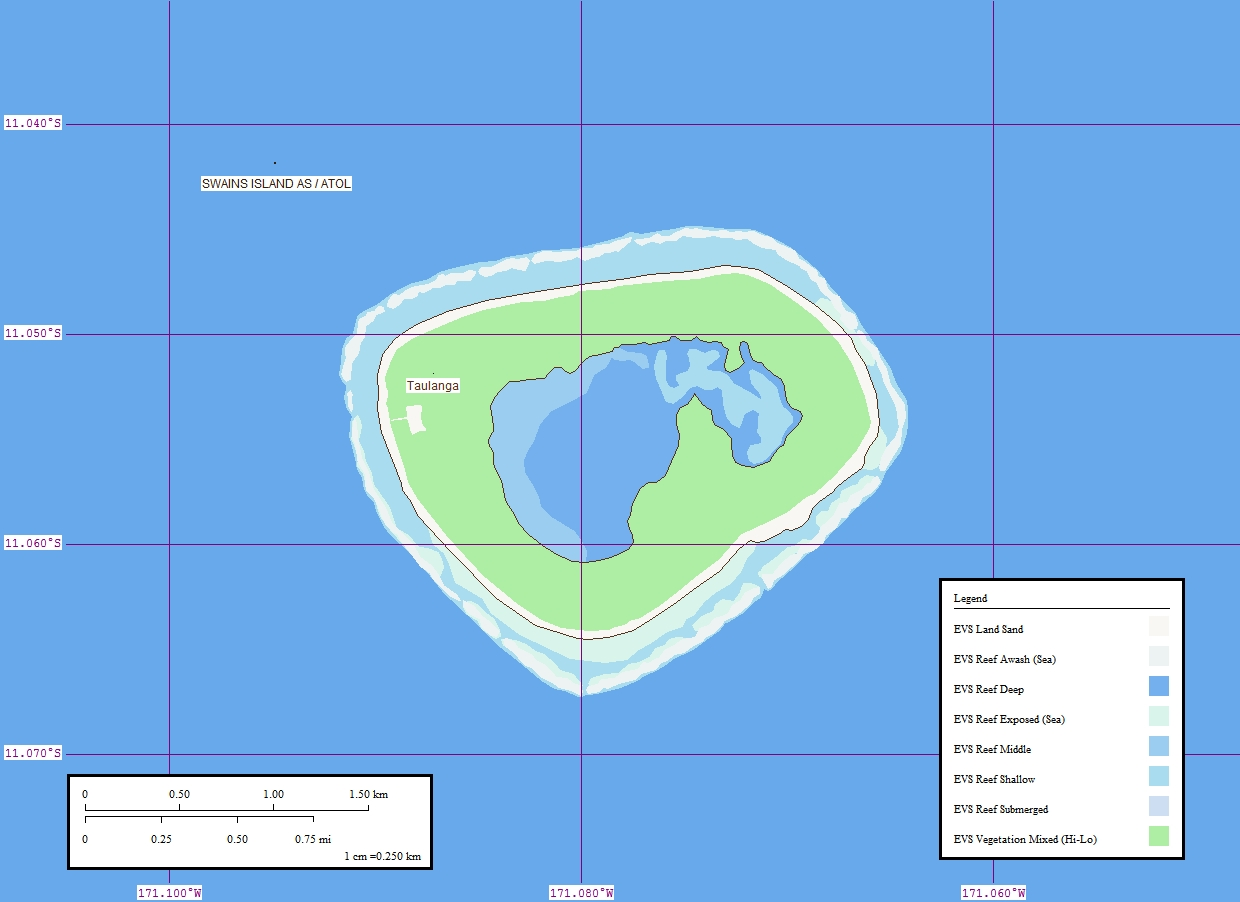
Mapa de l'illa de Swains

L'atol està completament tancat i la llacuna interior queda aïllada de l'oceà. La seva salinitat depèn de la pluja. La superfície total és d'1,508 km², i comptant amb la llacuna és d'1,865 km². A la part de llevant de la llacuna hi ha un illot de 764 m².
El 2005 la població censada era de 8 habitants a la vila de Taulaga situada a ponent. Al sud-oest es troba la vila d'Etena («l'Edèn») avui abandonada.

## Història
Segons les tradicions de la veïna Fakaofo, Swains va quedar deserta al segle xvii després d'un atac des d'aquella illa que van matar o segrestar als habitants.
Sovint s'ha identificat Swains com l'illa de Gente Hermosa descrita per Pedro Fernández de Quirós el 2 de març del 1606, però avui se senyala com a més probable que es tracti de Rakahanga a les illes Cook.
El 1840 dos capitans van reclamar el seu descobriment: l'anglès Turnbull i el nord-americà W.C. Swains del balener George Champlan. El capità Henry Hudson, del USS Peacock que es trobava en aigües de Samoa, va ser enviat per explorar la nova illa. Va considerar que la seva posició no coincidia amb l'illa de Quirós, i va confirmar la posició donada per Swains, acreditant-lo com el descobridor.
El capità Turnbull, que en reclamava la propietat, va cedir l'illa al nord-americà Eli Hutchinson Jennings. Junt amb Malia, la seva dona samoana, es va establir el 1856 a Swains fundant una comunitat i una dinastia de propietaris. El seu fill, Eli Hutchinson Jennings Junior, anomenat King Jennings per R.L. Stevenson, va tenir èxit amb la plantació de cocoters i va atreure l'atenció de les autoritats colonials britàniques de les illes Gilbert i Ellice que van reclamar l'illa de Swains. El 1909 els britànics van reconèixer l'illa sota l'àrea d'influència nord-americana, però legalment va continuar sent terra de ningú (terra nullius).
El fill d'Eli Junior, Alexander Hutchinson Jennings, va heretar la propietat el 1920. El 4 de març del 1925, l'illa va ser annexionada a la Samoa Nord-americana a instàncies d'Alexander. Se'l va reconèixer, a ell i als seus descendents, com el propietari de l'illa sota l'autoritat del representant del govern. Avui la plantació no se segueix explotant i només hi viu la família.
El govern de Nova Zelanda, del que depèn Tokelau, va reconèixer el 1981 la sobirania nord-americana de l'illa de Swains, però en la Constitució de Tokelau, no aprovada, es continua reclamant l'illa com a part del futur estat en lliure associació.

### La dinastia Jennings
- Eli Hutchinson Jennings, Senior (1814 - 1878), del 13 d'octubre del 1856 al 4 de desembre del 1878.
- Malia Jennings, la seva vídua (? - 1891), fins al 25 d'octubre del 1891.
- Eli Hutchinson Jennings, Junior, el seu fill (1863 - 1920), fins al 24 d'octubre del 1920.
- Ann Eliza Jennings Carruthers, filla d'Eli Jr. (1897 - 1921), conjuntament amb el seu germà.
- Alexander Hutchinson Jennings, fill d'Eli Jr. i germà d'Ann Eliza, fins avui.